# Liste der Burgen und Schlösser in der Fränkischen Schweiz
Die Fränkische Schweiz ist eine der burgenreichsten Gegenden Bayerns. Insgesamt werden rund 200 Anlagen gezählt. 35 davon sind heute noch bewohnt, der Rest ist verfallen oder gänzlich abgegangen. Obwohl die Fränkische Schweiz eine Mittelgebirgslandschaft ist, gibt es auch zahlreiche Niederungsburgen, wobei Letztere meist späteren Schlossbauten weichen mussten oder spurlos verschwunden sind. Geographisch verteilen sich die Burgen auf die Landkreise Bamberg (1), Bayreuth (2), Forchheim (3) und Kulmbach (4) in Oberfranken sowie den mittelfränkischen Landkreis Nürnberger Land (5). Die meisten Burgen entstanden im 12. und 13. Jahrhundert. Sie waren überwiegend vom niederen Adel bewohnt und standen in Abhängigkeit regionaler Landesherren (die mächtigsten waren die Bischöfe von Bamberg und die Burggrafen von Nürnberg).

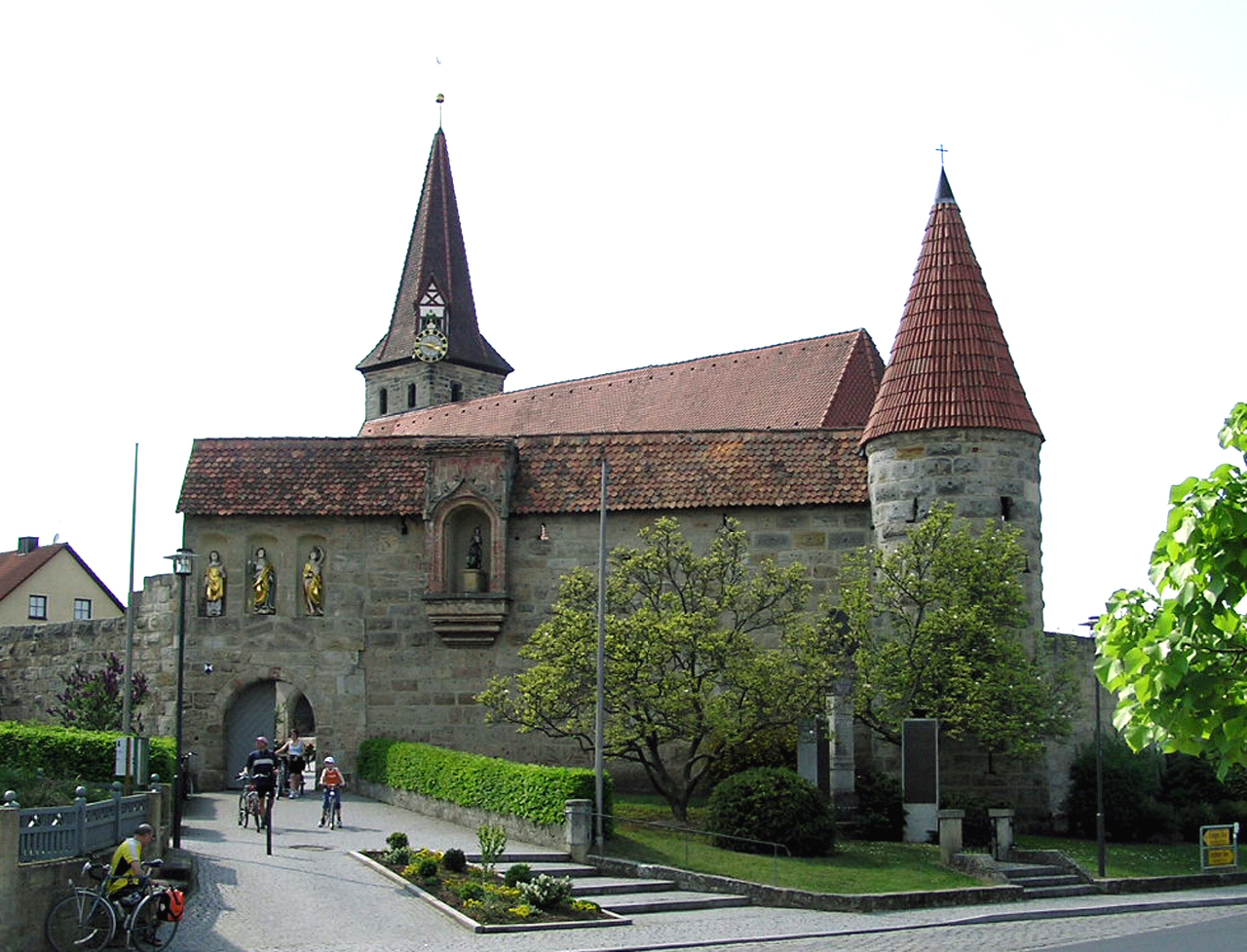
Effeltrich

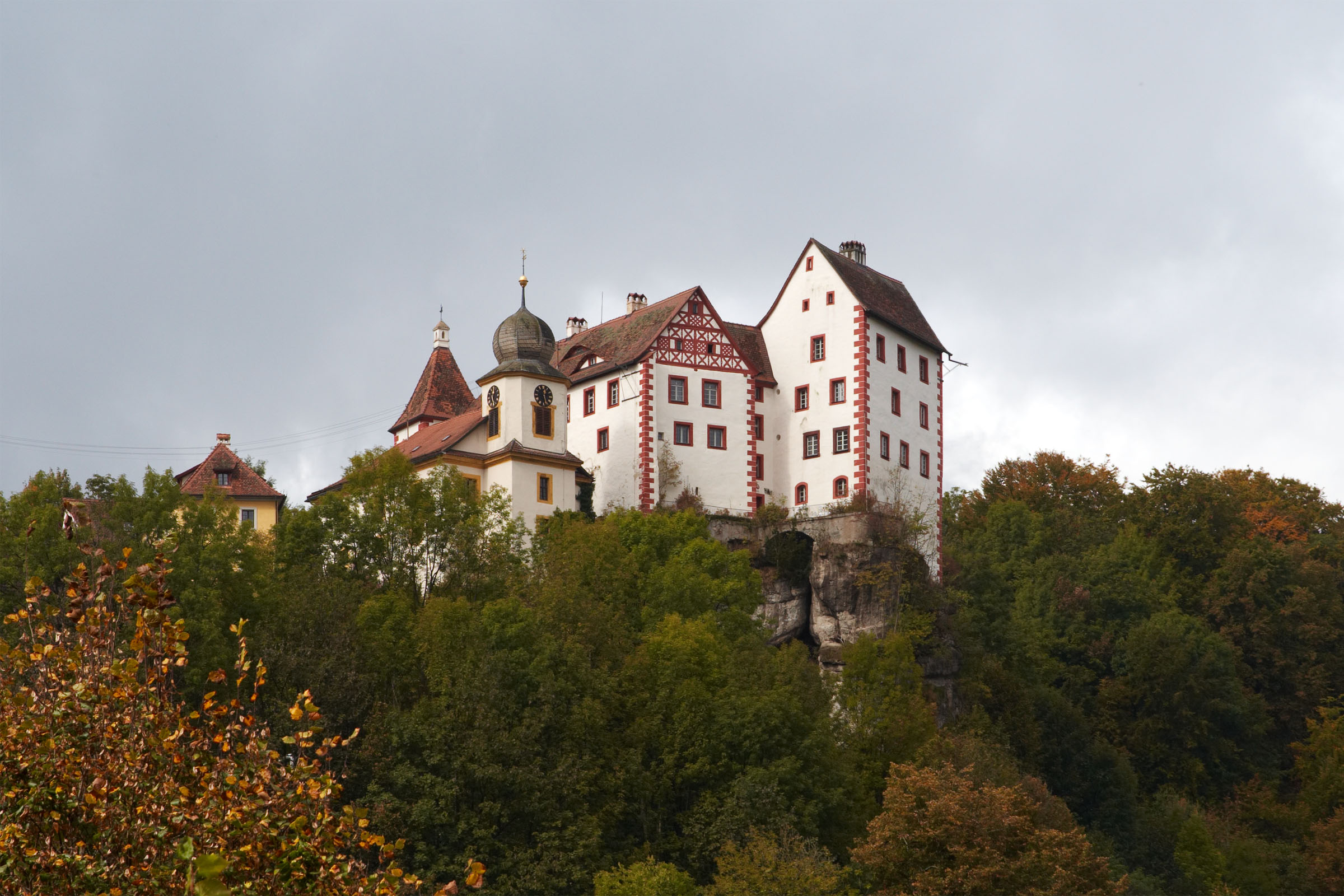
Egloffstein

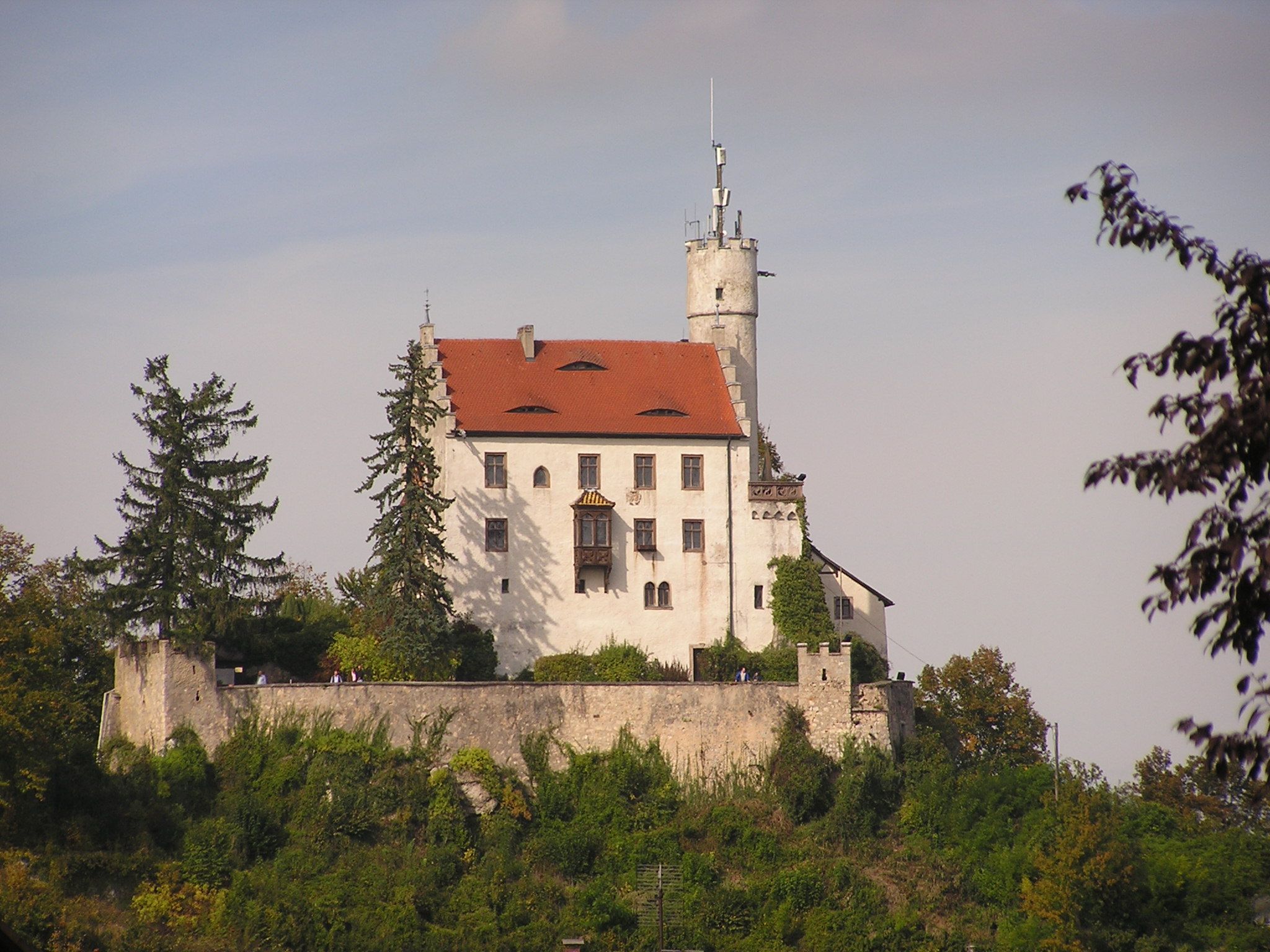
Gößweinstein

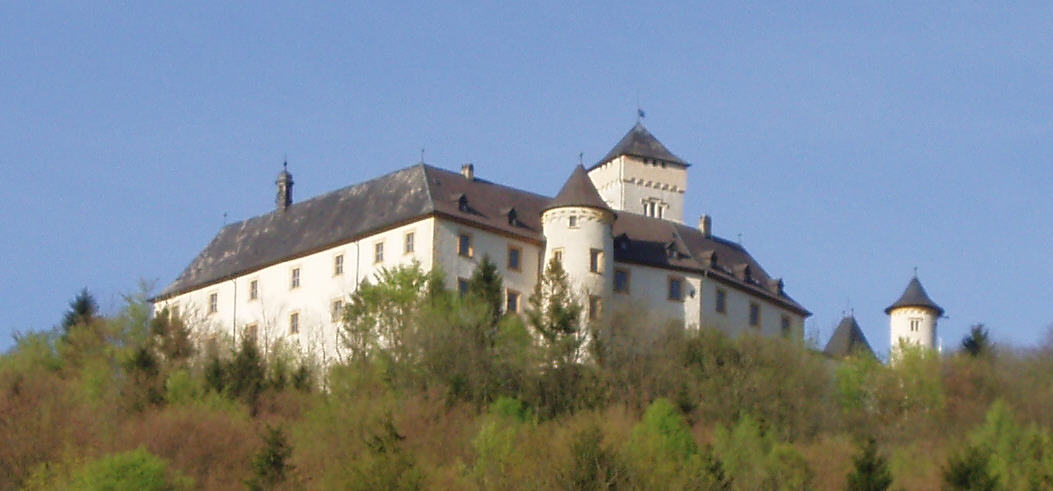
Greifenstein

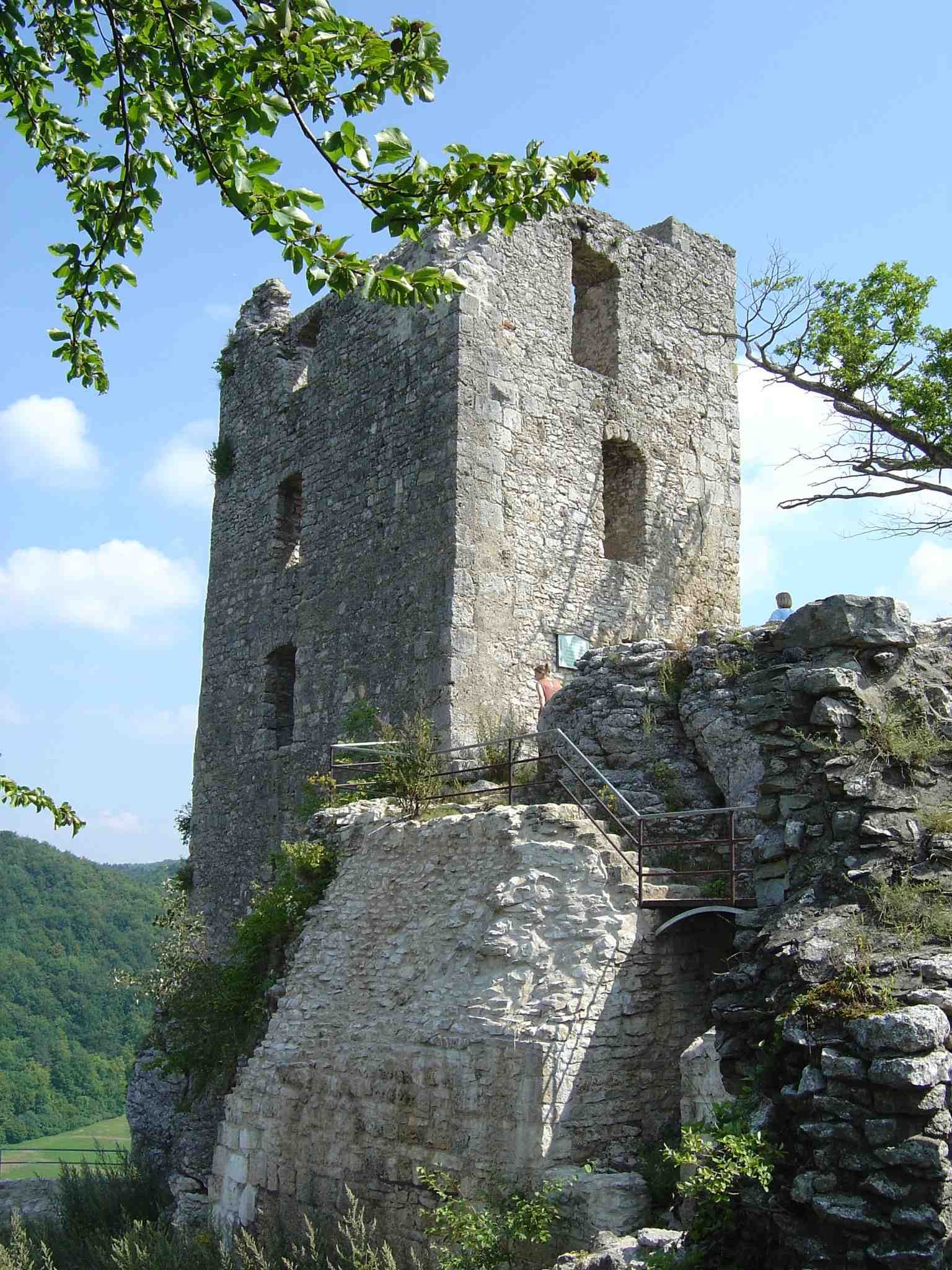
Neideck

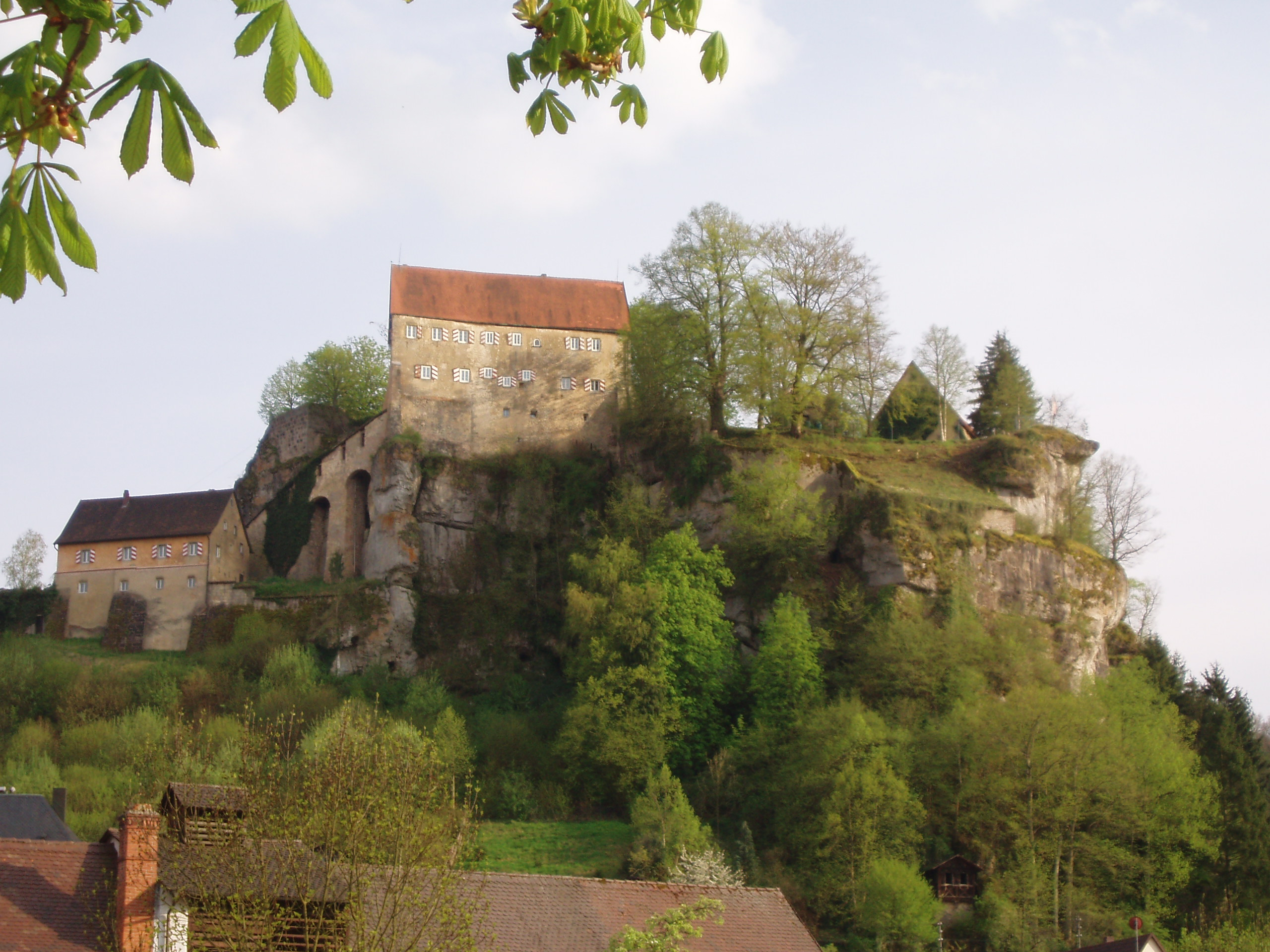
Pottenstein

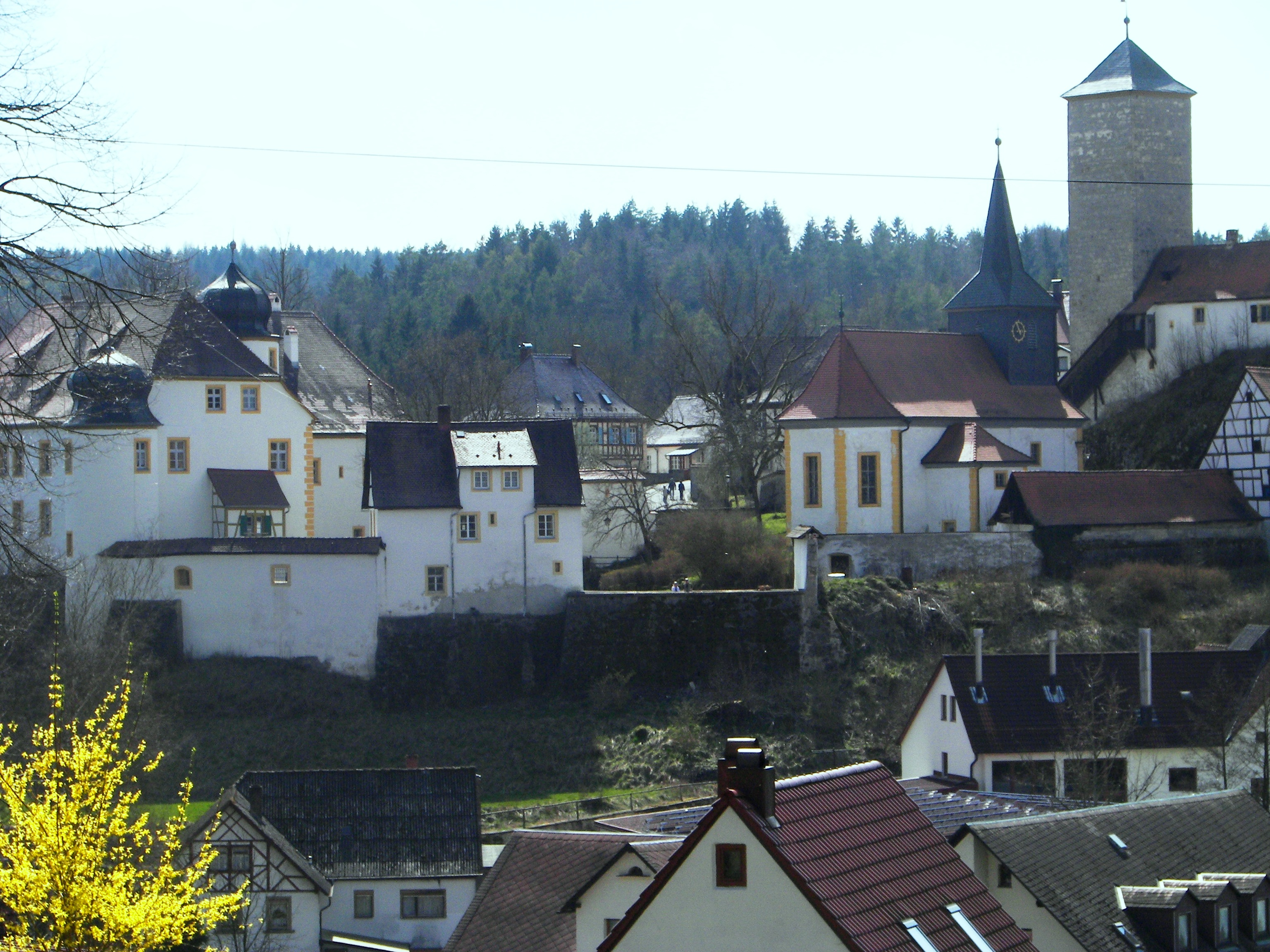
Unteraufseß

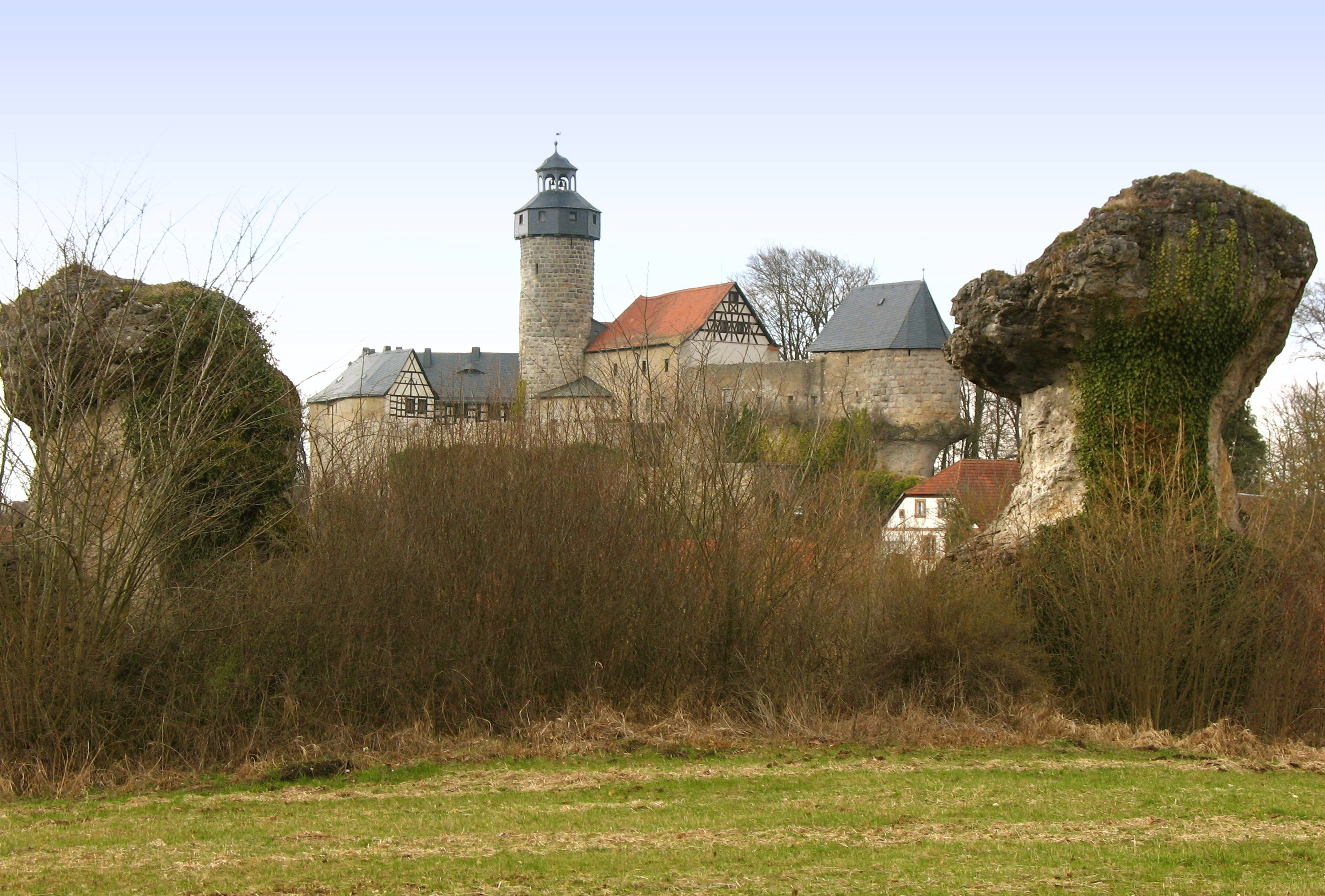
Zwernitz

1. Schloss Adlitz (Ahorntal), Barockneubau erhalten (2)
2. Burgstall Altes Schloss (Affalterthal), abgegangen (3)
3. Alte Veste, abgegangen (2)
4. Altes Schloss, abgegangen (5)
5. Burg Bärnfels, Ruine (3)
6. Burg Betzenstein, erhalten (2)
7. Burg Böheimstein, abgegangen  (2)
8. Schloss Burgellern, erhalten (1)
9. Oberes Schloss Buttenheim, abgegangen (1)
10. Unteres Schloss Buttenheim, Barockneubau (1)
11. Burg Dietrichstein, ger. Ruine (3)
12. Dietzhof, abgegangen (3)
13. Dörnhof, abgegangen (3)
14. Drosendorf (Eggolsheim), abgegangen (3)
15. Burg Eberhardstein, abgegangen (3)
16. Kirchenburg Effeltrich, erhalten (3)
17. Burg Egloffstein, erhalten (3)
18. Ehrenbürg genannt Walberla, Ringwall (3)
19. Schloss Ermreuth, Wasserschloss um 1600 (3)
20. Burg Feuerstein, keine eigentliche Burg (2)
21. Schloss Freienfels, erhalten (2)
22. Burg Forchheim, erhalten (3)
23. Burg Gaillenreuth, verändert erhalten (3)
24. Giechburg, Ruine (1)
25. Burg Gößweinstein, erhalten, historistischer Ausbau (3)
26. Gügel, Burgstelle (1)
27. Schloss Gräfenberg, verändert erhalten (3)
28. Wolfsberger Schloss (Gräfenberg), ehem. Wasserschloss (3)
29. Schloss Greifenstein, erhalten (1)
30. Schloss Hagenbach (Pretzfeld) (3)
31. Heckenhof (Aufseß), Schlösschen (2)
32. Burg Hiltpoltstein, erhalten (3)
33. Burg Hohenstein, Halbruine (5)
34. Burg Hollenberg, Ruine (2)
35. Schloss Hundshaupten, verändert erhalten (3)
36. Burg Klausstein, eigentl. Burg Ahorn, Burgrest (2)
37. Burg Kohlstein, verändert erhalten (2)
38. Kolmreuth (Pretzfeld), abgegangen (3)
39. Burg Krögelstein, Ruine (2)
40. Schloss Kühlenfels, teilw. erhalten (2)
41. Schloss Kunreuth, Wasserschloss, 16. Jh. (3)
42. Burg Leienfels, Ruine (2)
43. Burg Leuenstein, abgegangen (2)
44. Burg Leupoldstein, abgegangen (2)
45. Burg Lichtenstein, Ruine (5)
46. Burg Loch (Wiesentfels), abgegangen (2)
47. Schloss Mistelbach, Barockneubau erhalten (2)
48. Burg Neideck, Ruine (3)
49. Burg Neidenstein, Ruine (2)
50. Niedermirsberg, ehe. Motte, abgegangen (3)
51. Schloss Oberaufseß, erhalten (2)
52. Oberzaunsbach (3)
53. Ortspitz, abgegangen (3)
54. Burg Pegnitz, abgegangen (2)
55. Schloss Plankenfels, Renaissance-Neubau erhalten (2)
56. Burg Plankenstein, ger. Ruine (2)
57. Burg Pottenstein, erhalten (2)
58. Schloss Pretzfeld (3)
59. Burg Rabeneck, erhalten (2)
60. Burg Rabenstein, im 20. Jh. ausgebaute Halbruine (2)
61. Burg Regensberg, Ruine (3)
62. Burg Reifenberg (Pretzfeld), abgegangen (3)
63. Burg Rotenstein (Oberleinleiter), abgegangen (1)
64. Burg Rüssenbach, ger. Burgrest (3)
65. St. Moritz (Leutenbach), abgegangen (3)
66. Burg Schlichenreuth, abgegangen (3)
67. Burgstall Schlossberg (Haidhof), Ruine (3)
68. Burg Schlüsselberg, abgegangen (2)
69. Burg Schlüsselstein (Ebermannstadt), abgegangen (3)
70. Burg Spies, abgegangen (2)
71. Burg Stierberg, Ruine (2)
72. Burg Strahlenfels, ger. Ruine (5)
73. Burg Streitberg, Ruine (3)
74. Burg Thuisbrunn, Halbruine (3)
75. Trainmeusel, ger. Burgrest im Ort (3)
76. Schloss Trockau, erhalten (2)
77. Burg Truppach, Wasserschloss (2)
78. Burg Oberntüchersfeld, abgegangen (2)
79. Burg Niederntüchersfeld, verändert erhalten (2)
80. Schloss Unteraufseß, erhalten (2)
81. Schloss Unterleinleiter, Barockneubau (2)
82. Burg Vestenberg, abgegangen (3)
83. Burg Wadendorf, erhalten (2)
84. Burg Waischenfeld, Halbruine (2)
85. Schloss Wannbach, Nebengeb. erhalten
86. Schloss Weiher (Ahorntal), Schlossrest (2)
87. Schloss Weiher (Hollfeld), Barockschloss (2)
88. Oberweilersbach (Weilersbach), abgegangen (3)
89. Mittelweilersbach (Weilersbach), abgegangen (3)
90. Unterweilersbach (Weilersbach), abgegangen (3)
91. Burg Wichsenstein, abgegangen (3)
92. Schloss Wiesenthau, erhalten (3)
93. Burg Wiesentfels, erhalten (2)
94. Burg Wildenfels, Ruine (5)
95. Burg Wolfsberg, Ruine (3)
96. Burg Wolkenstein, Ruine (3)
97. Turmhügelburg Wöhr (Streitberg), abgegangen (3)
98. Burg Wüstenstein, abgegangen (3)
99. Burg Zwernitz, erhalten (4)